# Obiszówek
Obiszówek (deutsch: Klein Obisch) ist eine Ortschaft der Gemeinde Grębocice im Powiat Polkowicki in Polen.
Im dortigen Schloss wohnte von 1935 bis zu seinem Tod 1940 Ex-Prinz Wilhelm von Preußen.